# Estació de ZAL - Riu Vell
|  | El títol d'aquest article és incorrecte a causa de limitacions tècniques. El títol correcte de l'article és Estació de ZAL \| Riu Vell. |

ZAL | Riu Vell és una estació del Metro de Barcelona on s'aturen trens de la L10, ubicada en el viaducte del carrer A en la confluència amb el carrer 5 de la Zona Franca, al costat de l'antiga llera del riu Llobregat. Dona servei a les empreses del sector, la Zona d'Activitats Logístiques (ZAL) i també en donarà a la futura presó Model de Barcelona.
Aquesta estació forma part del tram 2 de la L9/L10 (Zona Franca | ZAL – Zona Universitària), i compta amb ascensors i escales mecàniques. L'estació també està dotada d'un accés a les cotxeres elevades annexes, que actualment fan servir tant els trens de la L10 Sud com de la L9 Sud.

## Història
Es tracta d'una estació no recollida en el primer projecte de la L9/L10. De fet, en el projecte inicial, l'espai que ocupa havia de ser una extensió de les cotxeres actuals, que finalment van ser situades just al costat de la parada. El viaducte es va aixecar el 2005, però primer l'endarreriment de les obres a les altres seccions de la línia i després manca de finançament el 2012 van deixar les obres sense acabar.
La represa i finalització de les obres, primer de la infraestructura ferroviària el 2016, per abastir de trens a la L9 sud des de les cotxeres, i després dels accesos i arquitectura de l'estació a principis del 2021. Uns mesos més tard, el 7 de novembre de 2021, un cop conclòs el periode de circulació en proves es posà en funcionament vora 2,7 km més de la L10 Sud en viaducte i 3 noves estacions, perllongant la línia des de Zona Franca fins a aquesta parada configurant-se com el nou final de la línia.
Per la seva banda, la previsió actual de posar en marxa tot el tram comú del túnel és el 2027.

## Serveis ferroviaris
| Metro de Barcelona             |          |       |         |                        |
| Procedència/Destinació         | <        | Línia | >       | Procedència/Destinació |
| terminal                       | terminal |       | Ecoparc | Collblanc              |
| Projectat                      |          |       |         |                        |
| Pratenc                        | Pratenc  | obres | Ecoparc | Gorg                   |
| Font ampliació: PDI 2009-2018. |          |       |         |                        |